# 할라지어
할라지어(페르시아어: خلج Khalaj)는 이란 마르카지주(Markazi)에 분포한 여러 마을에서 사용되는 튀르크어족 언어이다.
고대 튀르크어의 여러 특징을 보존했다고 여겨지나 오늘날에는 페르시아어의 영향을 매우 크게 받았다. 150개 정도의 기원을 알 수 없는 어휘가 있다. 2018년 기준 약 19,000명의 화자가 있으나 현대 조사에 따르면 더 이상 할라지족 부모들은 대부분 자녀 세대에게 할라지어를 가르치지 않는다.

## 분류
고대 튀르크 부족의 하나인 아르구족이 사용하던 언어의 유일한 말예로 보인다. 11세기 튀르크 언어학을 집대성한 마흐무드 알카슈가리가 그 언어를 최초로 기록하였는데 오늘날의 할라지어와 대체로 호환이 가능하다.
본래 아제르바이잔어와 유사한 오구즈어파 언어의 일종으로 여겨졌으나, 할라지어의 독자성을 재발견한 언어학자 게르하르트 되르퍼는 할라지어가 이질적인 특징을 보여 오구즈어파와 다른 독자적인 분파를 이루는 언어로 보아야 한다고 처음 주장했다. 재분류의 근거는 튀르크조어의 모음 장단 구분의 보존, 어두의 *h, 그리고 오구즈어파를 특징짓는 음운변화 *d > y의 부재 등이다.

## 단어

### 숫자
- 1 - [biː]
- 2 - [æk.ki]
- 3 - [yʃ]
- 4 - [tœœɾt]
- 5 - [bieʃ]
- 6 - [al.ta]
- 7 - [jæt.ti]
- 8 - [sæk.kiz]
- 9 - [toq.quz]
- 10 - [uon]
- 20 - [ji.giɾ.mi]
- 30 - [hot.tuz]
- 40 - [qiɾq]
- 50 - [æl.li]
- 60 - [alt.miʃ]
- 70 - [yæt.miʃ]
- 80 - [saj.san] (Turkic), [haʃ.tad] (Persian)
- 90 - [toqx.san] (Turkic), [na.vad] (Persian)
- 100 - [jyːz]
- 1000 - [min], [miŋk]

## 문학
- Doerfer, G.. 1971. Khalaj Materials. Indiana University Publications. Uralic and Altaic Series. Volume 115. Bloomington. ISBN 87750-150-5.